# Ramses XI
Ramses XI var en fornegyptisk farao och var den siste faraon av Egyptens tjugonde dynasti. Hans regeringstid inföll mellan 1103/1099 f.Kr. och 1070/1069 f.Kr.
Ramses XI förberedde KV4 i Konungarnas dal som sin begravningsplats, men blev aldrig begrav där. Hans begravningsplats är inte känd, och hans mumie har aldrig blivit hittad.